# Beni Mesaud
Beni Mesaud (en árabe: بني مسعود‎, en francés: Beni Messaoud) es una localidad marroquí perteneciente al municipio de El Borarín, en la región de Tánger-Tetuán-Alhucemas. Desde 1912 hasta 1956 perteneció a la zona norte del Protectorado español de Marruecos.